# Stazione di Gloucester
La stazione di Gloucester (in inglese Gloucester railway station) è la principale stazione ferroviaria di Gloucester, in Inghilterra.